# Amt Jüchen
Das Amt Jüchen war bis 1964 ein Amt im Kreis Grevenbroich in Nordrhein-Westfalen. Es ging im Wesentlichen aus der Bürgermeisterei Jüchen hervor. Sein Gebiet liegt heute im nordrhein-westfälischen Rhein-Kreis Neuss.

## Bürgermeisterei Jüchen
Bis zur Franzosenzeit gehörte der Raum Jüchen zum Herzogtum Jülich. Von 1798 bis 1814 standen alle linksrheinischen Gebiete unter französischer Herrschaft. Während dieser Zeit wurde nach französischem Vorbild die Mairie Jüchen eingerichtet, die zum Kanton Odenkirchen im Arrondissement Krefeld des Rur-Departements gehörte. Nachdem 1814 der gesamte Niederrhein auf dem Wiener Kongress dem Königreich Preußen zugeschlagen wurde, kam die Gegend 1816 zum neuen Kreis Grevenbroich im Regierungsbezirk Düsseldorf. Aus der Mairie Jüchen der Franzosenzeit wurde die preußische Bürgermeisterei Jüchen.
Die Bürgermeisterei Jüchen umfasste nur die Landgemeinde Jüchen.

## Amt Jüchen
Am Ende des Jahres 1927 wurde die Bezeichnung aller rheinischen Landbürgermeistereien in „Amt“ geändert. Die Bürgermeisterei Jüchen hieß seitdem Amt Jüchen.
Am 1. August 1929 kam das Amt Jüchen zum neuen Kreis Grevenbroich-Neuß, der 1946 in Kreis Grevenbroich umbenannt wurde. Wie alle preußischen Einzelgemeindeämter wurde das Amt Jüchen am 1. November 1934 aufgehoben. Jüchen wurde dadurch zunächst eine amtsfreie Gemeinde.
Am 1. April 1937 wurde wieder ein Amt Jüchen gebildet, das nun aus der Gemeinde Jüchen und der Gemeinde Elfgen bestand, die bis dahin zum aufgelösten Amt Grevenbroich gehört hatte.
Zwischen 1957 und 1963 wurde das Gemeindegebiet von Elfgen für den Braunkohle-Tagebau Frimmersdorf-West komplett abgebaggert.
Durch ein Gesetz des Landes Nordrhein-Westfalen wurde das Amt Jüchen am 1. August 1964 aufgelöst. Das Gebiet der devastierten Gemeinde Elfgen wurde auf die Stadt Grevenbroich sowie die Gemeinden Garzweiler und Gustorf aufgeteilt, und Jüchen wurde erneut zu einer amtsfreien Gemeinde im Kreis Grevenbroich. Seit 1975 gehört Jüchen zum Rhein-Kreis Neuss (bis 2003 Kreis Neuss).

## Einwohnerentwicklung
| Jahr | Einwohner | Quelle |
| ---- | --------- | ------ |
| 1816 | 1324      | [ 9 ]  |
| 1828 | 1400      | [ 10 ] |
| 1871 | 2109      | [ 11 ] |
| 1885 | 2281      | [ 12 ] |
| 1895 | 2342      | [ 13 ] |
| 1910 | 3078      | [ 14 ] |
| 1933 | 4819      | [ 15 ] |
|      |           |        |
| 1939 | 5614      | [ 15 ] |
| 1950 | 6998      | [ 16 ] |
| 1961 | 6429      | [ 17 ] |

(ab 1939 mit Elfgen)